# Almaviva (faïences)
Pour les articles homonymes, voir Almaviva.

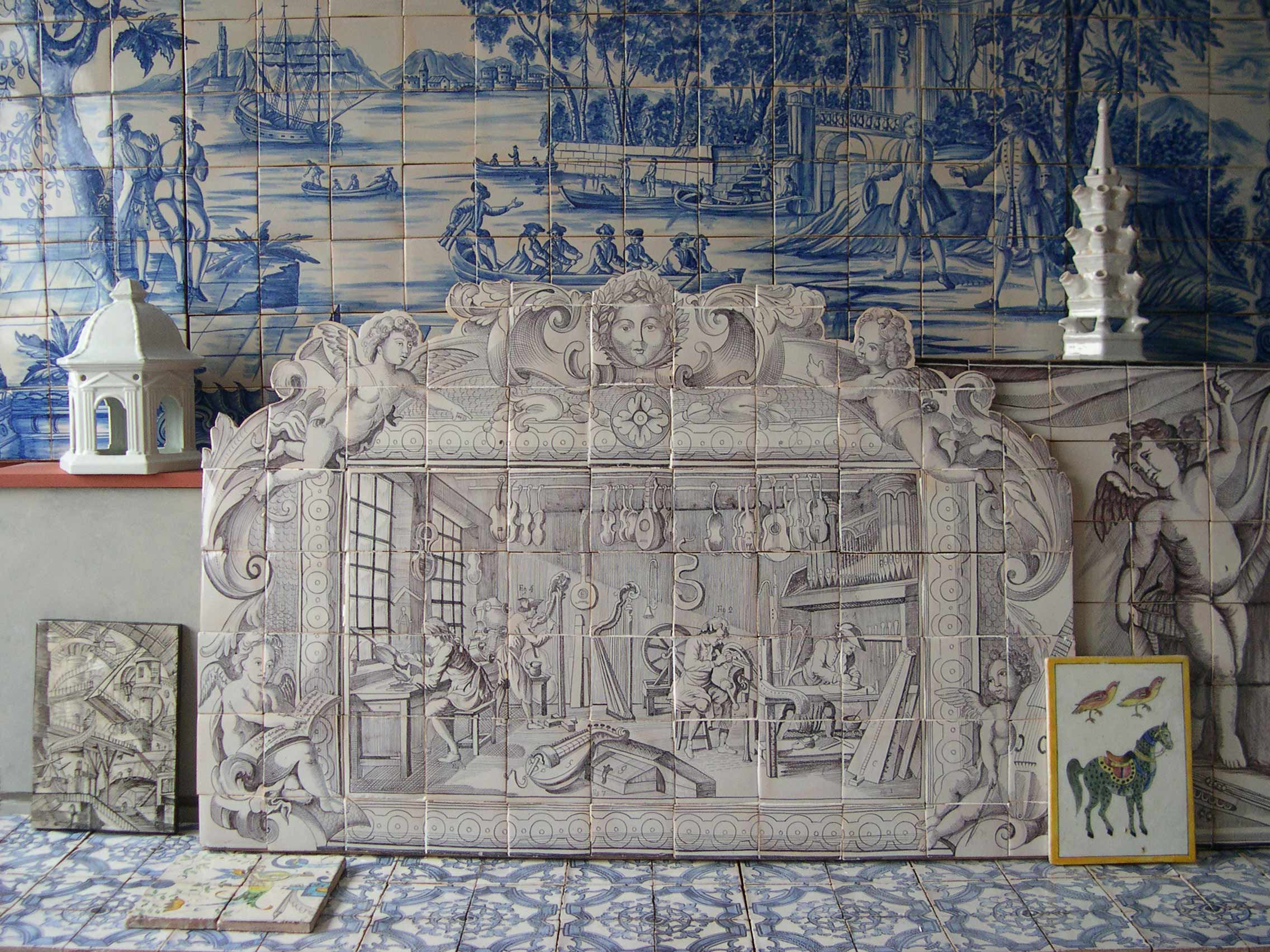
Atelier Almaviva, Paris

L'atelier Almaviva est une fabrique de céramiques artisanales basée à Paris. Elle est connue pour ses rééditions de carreaux de Delft, d'azulejos, de pavements de la Renaissance italienne, et de carreaux anciens.

## Activité
L'atelier travaille sur commande, souvent pour architectes et décorateurs à la recherche de carreaux anciens. Les carreaux sont produits avec les mêmes techniques de fabrication artisanales qu'à la Renaissance. L'atelier intervient souvent dans le cadre de chantiers de restauration de monuments classés. Il met à la disposition du public et d'étudiants en histoire de l'art un vaste fonds documentaire constitué de milliers d'images de carreaux anciens, aussi bien européens (Delft, azulejos, Della Robbia, Abaquesne, Boumeester, céramique Art nouveau, etc.) qu'islamiques (carreaux d'Iznik, carreaux safavides et kadjars, carreaux de Damas, Multan, zellige, etc.).